# هيلين إنغلستاد
هيلين إنغلستاد (بالنرويجية البوكمول: Helen Engelstad)‏ هي مؤرخة الفن نرويجية، ولدت في 1908، وتوفيت في 1989.